# Riekerhaven (water)
De Riekerhaven is een havenkom op het bedrijventerrein Schinkel in het zuidwesten van Amsterdam.
De Riekerhaven komt uit op de Schinkel. Bij de Schinkel liggen naast elkaar twee bruggen over het water: De Riekerhavenbrug (307) voor fietsers in het Jaagpad en de Uiverbrug (2208) tussen de Generaal Vetterstraat en de Valschermkade.
Aan de Valschermkade is een openbare laad- en loskade.
Aan de noordkant van de Riekerhaven ligt een tak van de Westlandgracht die doodloopt op de Anthony Fokkerweg naast het Nederlands Lucht- en Ruimtevaartcentrum (NLR).